# Mjösjötjärnen, Ångermanland
Mjösjötjärnen är en sjö i Örnsköldsviks kommun i Ångermanland och ingår i Nätraåns huvudavrinningsområde.